# Ablepharus kitaibelii
Ablepharus kitaibelii es una especie de lagarto perteneciente a la familia  (Scincidae. Mide unos 15 centímetros y se encuentra en Europa oriental y Asia. 
Es una especie tímida, que vive bajo las piedras y las hojas en lugares secos, tales como laderas del sur, los campos y prados. La piel es de color bronce, con los lados oscuros. Los párpados son inamovibles, a diferencia de muchas otras lagartijas.
A. kitaibelii está activo durante el crepúsculo, y caza insectos y pequeños caracoles. Se trata de un habitante típico del suelo, y no le gusta la escalada. La especie está protegida. Muchas subespecies anteriores han sido promovidos a la categoría de especies, tales como  Ablepharus rueppellii y Ablepharus budaki.